# Hanna Suchocka
Hanna Stanisława Suchocka sinh ngày 3.4.1946 tại Pleszew, là chính trị gia người Ba Lan. Bà đã làm thủ tướng Ba Lan từ ngày 11.7.1992 tới ngày 26.10.1993 dưới thời tổng thống Lech Wałęsa. Bà là người phụ nữ đầu tiên đảm nhiệm chức thủ tướng Ba Lan, đồng thời là phụ nữ thứ 19 làm thủ tướng trên thế giới.

## Học vấn
Suchocka sinh tại Pleszew, là con của một dược sĩ. Bà học luật học ở Đại học Adam Mickiewicz ở Poznań, và đậu bằng cử nhân năm 1968. Năm 1975 bà đậu bằng tiến sĩ luật. Sau đó bà dạy môn Luật Hiến pháp ở Đại học Adam Mickiewicz. Từ năm 1985 tới 1986 bà làm việc ở Viện Luật quốc tế và Công pháp đối chiếu Max Planck ở Heidelberg. Từ năm 1988 tới 1993 bà làm giáo sư ở Đại học Công giáo Lublin.

## Sự nghiệp chính trị
- Năm 1980, bà được bầu làm nghị sĩ trong Hạ viện (Sejn) của Cộng hòa Nhân dân Ba Lan tới năm 1985.
- Năm 1989 bà trúng cử vào Hạ viện Ba Lan trong cuộc bầu cử tự do đầu tiên và được tái cử nhiều lần cho tới năm 1997.
- Năm 1990 bà gia nhập Liên minh Dân chủ (Unia Demokratyczna).
- Ngày 11.7.1992 bà được tổng thống Lech Wałęsa bổ nhiệm làm thủ tướng của nội các gồm 7 đảng liên minh.
- Ngày 26.10.1993 nội các của bà phải từ chức, sau cuộc bỏ phiếu bất tín nghiệm của Quốc hội.
- Từ năm 1997 tới 2000 bà tham gia nội các của thủ tướng Jerzy Buzek giữ chức bộ trưởng bộ Tư pháp.
- Bà làm đại sứ Ba Lan bên cạnh Tòa Thánh Vatican từ tháng 12 năm 2001 (cho tới nay dưới 5 chính phủ Ba Lan khác nhau).

## Vinh dự
- Hội viên của Câu lạc bộ Madrid.[1]
- Thành viên của Hội đồng Phụ nữ lãnh đạo thế giới, một mạng lưới quốc tế gồm những phụ nữ cựu và đương kim tổng thống cùng thủ tướng mà nhiệm vụ là huy động các phụ nữ lãnh đạo cấp cao nhất trên toàn cầu cho hành động tập thể về những vấn đề quan trọng bức thiết đối với phụ nữ cùng việc phát triển công bằng hợp lý.
- Viện sĩ Viện hàn lâm giáo hoàng về Khoa học xã hội ở Vatican (do giáo hoàng Gioan Phaolô II bổ nhiệm ngày 19.1.1994).
- Huân chương Piô IX của tòa thánh Vatican (2004)